# الاعلاق الخطیره فی ذکر امراء شام و الجزیره
الأعلاق الخطیرة فی ذکر أمراء الشام و الجزیرة، تألیف عزالدین ابوعبدالله محمد بن علی بن ابراهیم بن شداد، کتابی است پیرامون جغرافیای منطقه شام و جزیره و شرح حال و تراجم امرا و فرمانروایان آن، از زمان خلیفه دوم تا عصر مؤلف، که به زبان عربی و در قرن هفتم قمری، نوشته شده‌است.